# 一柳治良
一柳 治良（ひとつやなぎ はるよし）は、江戸時代前期の武士。伊予国小松藩主一柳直治の二男。

## 生涯
『寛政譜』によれば一柳直治の二男。一柳頼徳の同母弟である（『寛政譜』によれば母は「某氏」）。
『一柳家史紀要』によれば、はじめ大叔父の一柳直澄（一柳直盛の五男。家臣神山家の養子になったのち、甲府徳川家家臣）の養子となったが、のちに故あって離縁となり小松に帰った。

## 系譜
『寛政譜』は子として一柳頼邦、一柳直僖（邦仙）の男子2人を挙げる。『一柳家史紀要』によれば、これに加えて一柳邦実（邦真）と女子1名の合計4人であるという。
頼邦は兄頼徳の養嗣子となり、のちに小松藩主となる。直僖は同族の寄合旗本一柳直長の養嗣子となる。
邦実の家は子の左膳の代に小松藩士となった。大正・昭和初期に小松の教育界で活動した一柳春二は子孫にあたる（なお、春二の父は明治期に教育家として活動した一柳蝦介、蝦介の父は藩奉行を務めつつ書家としても知られた一柳亀峰である。養正館参照）。